# GPワールド
『GPワールド』（じーぴーわーるど）はセガ、海外ではバリー=ミッドウェイ（後のミッドウェイゲームズ）から1984年11月にリリースされた、レーザーディスクゲーム式レースゲーム。

## 概要
前年に発売された『アストロンベルト』、『スターブレイザー』のシステムを使った2画面を使用したレースゲームである。ゲームをスタートすると「WEST GP」（マツダ三次テストコース）、「EAST GP」（筑波サーキット）、「JAPAN GP」（富士スピードウェイ）の3つから最初に挑戦するグランプリを選べる。グランプリを選択すると予選（TRIAL）が始まり、規定時間内に一周できれば本戦（GRAND PRIX）に進むことが出来る。本戦は時間内に規定周回数を走行するとゴールとなり、この時に規定以上の順位であれば次のグランプリに進むことが出来る。

## 画面表示
画面は実写映像のコースの上にCGの車を合成して表示させている。しかしながら当時のグラフィック性能はドットが荒く色数も少なかったため、合成させると、どうしても実写映像の上にCGの車が「浮いた」映像となってしまっている。また実写のコースは取り込みでセンター固定の為、自車を左右に移動させるとCG合成のフロントノーズが左右に移動する表示となる。
ちなみに画面サイズは横2画面分あるが、実際は1画面をハーフミラーを用いて横2画面に引き延ばした映像である。

## 専用筐体
このゲームは専用筐体を用いた大型ゲームである。プレイヤーはコクピット状のシートに座りプレイをする。フロントパネルにはハンドルの他に走行に合わせて実際に動く本物のタコメーターが付いている。また、本作はレーザーディスクの映像を用いているが、その再生装置がペダルと近い位置にあるため、ペダルを酷使したり、わざとペダルを爪先で引っかけて弾いたりすると、映像が飛んでCG画面と合わなくなり、リセットがかかったりゲームが継続不可能になったりする。なおこの筺体データイーストのLDゲーム『ロードブラスター』に転用改造された筺体もあった。

## 移植作品
GPワールド（SG-1000用）
内容は本作と関係なく世界10カ国のサーキットを勝ち進んでいくもので、ファミコンのF1レースに近い内容となっている。（コースを制限時間内に2周する）
なお最終ステージのイタリアをクリアすると、再び最初のカナダにループする。（コースレコードを塗り替えること）
レコードと同タイムでゴールすると、隠しコースへ移動する。
また、この移植作がMSX用としてポニーキャニオンから発売された。